# 圆觉寺砖塔
39°41′57″N 113°41′08″E / 39.69917°N 113.68556°E
圆觉寺砖塔，位于山西省大同市浑源县浑源县城石桥北巷，是一座金代密檐式砖塔，已列为全国重点文物保护单位。

## 历史
圆觉寺建于金正隆三年（1158年），由僧人玄真主持筹建，明清均有修缮。释迦舍利塔为金代遗物。

## 建筑
圆觉寺砖塔为九层密檐式砖塔，高30余米，等边八角形平面，仿木结构。
基座高达4米，上有四层砖雕图案。第一层为狮子、兽面图案。第二层雕莲瓣。第三层雕刻乐伎、舞伎人物，描绘十余种乐器：编钟、琵琶、排箫、竖笛、横笛、古琴、檀板、腰鼓、羯鼓等。第四层为仿木作斗拱。
塔身第一层雕出八面仿木门窗。其中三面为装饰门，北门有妇人半掩门浮雕。四面为装饰窗，均为仿木直棂窗。
上部二到八层为连续七层密檐。第八层与第九层的间距又变大，有所变化。
塔刹上的凤凰可以指示风向，至今依然可以随风旋转，是中国古代唯一流传下来的候风仪实物。

## 保护
1986年8月18日，圆觉寺砖塔公布为第二批山西省文物保护单位，编号2-117。
2013年3月5日，圆觉寺砖塔被列为第七批全国重点文物保护单位，编号7-0788-3-086。
- 塔基
- 塔身下部
- 塔身上部
- 塔刹
- 塔身仿木斗栱
- 塔身仿木斗栱
- 塔身仿木斗栱
- 塔身仿木斗栱
- 塔身券门
- 塔身仿木直棂窗
- 塔身密檐